# 新天龍八部之天山童姥
《新天龍八部之天山童姥》是1994年根据金庸武侠小说《天龙八部》改编拍摄而成的武侠电影，由钱永强执导，林青霞、张敏、巩俐主演。

## 故事大綱
天山派李秋水（林青霞飾）愛上掌門師兄逍遙子，卻不知逍遙子所愛的其實是李秋水的孿生妹妹李滄海（林青霞飾）。而天山童姥巫行雲（鞏俐飾）對李滄海亦有超越性別之愛。逍遙子被叛徒丁春秋（徐少強飾）下毒重傷，被迫歸隱到飄渺峰後設下「玲瓏棋局」，等來本性善良、佛性極深的有緣人虛竹（林文龍飾），將百年功力悉數相傳，以期待他清理門戶。巫行雲與李秋水互爭天山童姥之位，丁春秋乘虛而入，幸在最後關頭，阿紫（張敏飾）棄暗投明，與虛竹協助巫李兩人，卒能誅殺丁春秋，重建天山之祥和。

## 軼事
- 「虛竹」和尚角色原屬意由當時人氣極高的天王影帝郭富城来飾演，之後因為礙於此角色在片中的地位被嚴重邊緣化再加上檔期因素而辭演退出拍攝工作。最後改由林文龍接替取代出演。
- 出品方「永盛電影公司」曾有意願要將「新天龍八部」開拍三部曲。首部曲「天山童佬」由林青霞、鞏俐及張敏主演、二部曲「喬峰傳」將擬請成龍出演、三部曲「段譽傳」將擬請喜劇天王周星馳出演。之後因為首部曲「天山童佬」在香港和台湾上映後票房不如預期情況下，最終未能落實。2022年，王晶宣佈開拍二部曲《天龍八部之喬峰傳》並邀請影星甄子丹演繹喬峰一角。

## 演员表
| 演員   | 角色              | 備註                                         |
| 林青霞 | 李秋水/李沧海     | 孪生姐妹                                     |
| 张敏   | 阿紫              | 丁春秋徒弟，结尾成为新一任天山童姥           |
| 巩俐   | 巫行云            | 天山童姥，修炼童姥神功，遇月食会暂时丧失功力 |
| 林文龙 | 虚竹              | 逍遥子百年功力的继承者                       |
| 徐少强 | 丁春秋            | 大反派                                       |
| 廖启智 | 苏星河            |                                              |
| 于文仲 | 玄慈方丈          |                                              |
| 白石千 | 星宿大師兄/逍遙子 |                                              |

## 歌曲
| 曲別   | 歌名           | 作曲   | 作詞 | 演唱者 |
| ------ | -------------- | ------ | ---- | ------ |
| 主題曲 | 《只有我自己》 | 林敏怡 | 林夕 | 王菲   |